# Замок Мурстоун

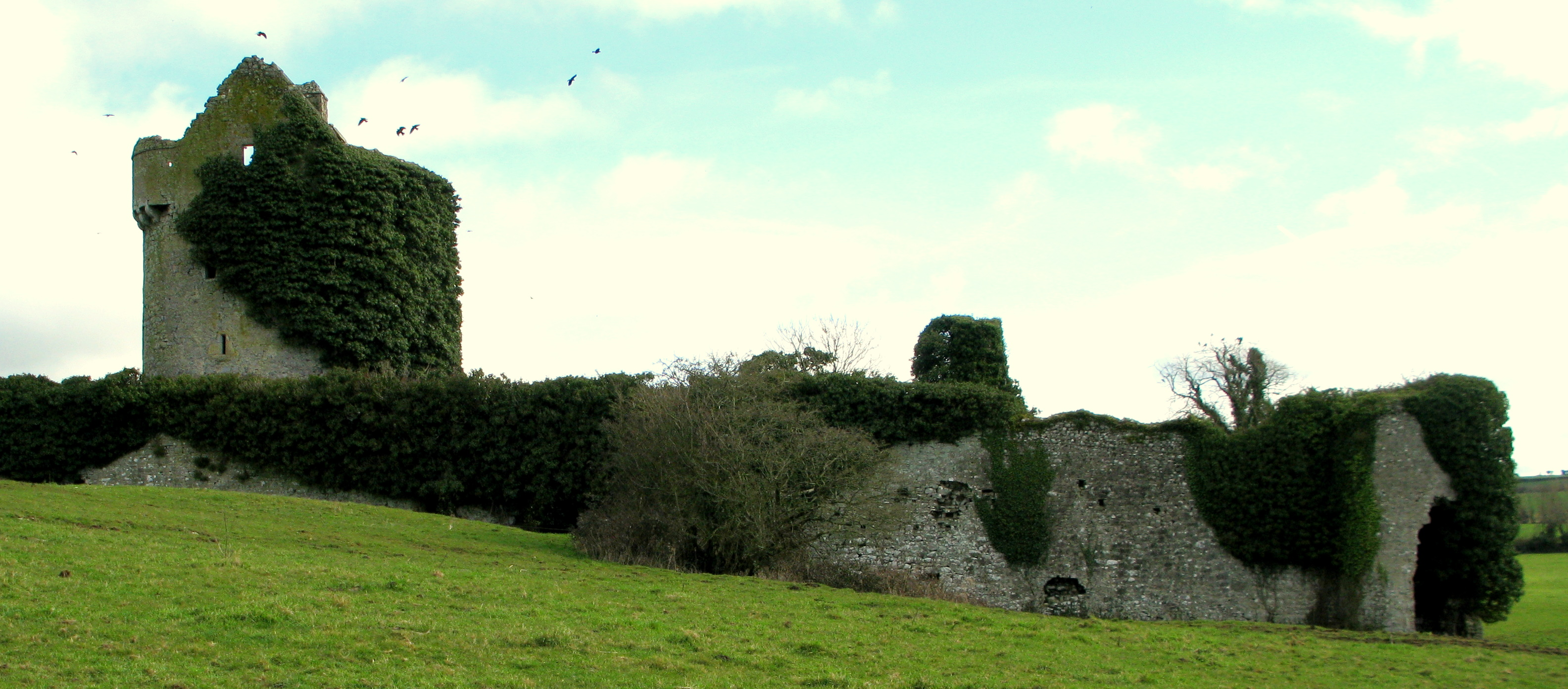
Замок Мурстаун.

Замок Мурстаун (англ. Moorstown Castle) — один із замків Ірландії, розташований в графстві Тіпперері, в 6 милях на захід від селища Клонмел.

## Історія замку Мурстаун
Замок Мурстаун — це кам'яна споруда кінця XV століття, що складається з круглої вежі та внутрішнього дворику. Кругла вежа нетипова для замків ірландії цього часу та типу — більшість замків мали башти та вежі квадратні. Замок Мурстаун був побудований ірландським аристократом Джеймсом Кітінгом — союзником графа Ормонда. Замок та землі навколо нього перейшли у власність Роберта Кокса у 1635 році, що мав шлюб з жінкою з аристократичної родини Грін. Потім замок купив Річард Грабб через земельний суд у 1855 році. Замок, майно та землі навколо замку і нині залишаються в приватній власності.
Вважається, що відомий католицький священик, поет та історик XVII століття Джеффрі Кітінг (Сеахрун Кетін) мав родинні зв'язки з власниками замку. Є версія, що він, можливо, був третім сином Джеймса Фіца Едмунда Кетінга Морстауна.
Замок Мурстаун був одним з місць та споруд графства Тіпперері, що використали в епічному фільмі Стенлі Кубрика «Баррі Ліндон» (1975).